# Atos de João o Teólogo
Os Atos de João ou, como foi transmitido em manuscritos gregos da Antiguidade, Atos do santo apóstolo e evangelista João, o Teólogo   são apócrifos do Novo Testamento em conexão com histórias sobre o apóstolo João.
Eles começaram a circular na forma escrita já no século II.  Os estudiosos foram capazes de reconstruir traduções em linguagem moderna dos Atos de João a partir de várias reconstruções de manuscritos de datas posteriores.  Eles são inspirados em particular por Eusébio de Cesaréia.

## Atos de Joãoe outras histórias sobre ele
Numerosas histórias sobre João e outros apóstolos começaram a circular no segundo século.  Essas histórias podem ser rastreadas até diferentes autores e contextos, e foram revisadas e contadas em muitas formas e linguagens diferentes ao longo dos séculos.  Às vezes, episódios que originalmente circularam de forma independente foram combinados com outras histórias para formar coleções sobre um apóstolo, e às vezes episódios que tinham originalmente feito parte de coleções de vários episódios foram separados e circularam independentemente.  A maioria dos manuscritos existentes das histórias também data de um período consideravelmente posterior ao início de sua circulação.
Esses fatores podem dificultar a reconstrução das primeiras histórias sobre o apóstolo João, e os estudiosos continuam a debater os episódios que podem ter ocorrido originalmente juntos.  Um conjunto de histórias, onde João está diante de Domiciano em Roma e sobrevive bebendo um veneno mortal, aparece em algumas traduções antigas dos Atos de João, mas não é mais considerado como tendo a mesma origem que outros episódios.  Eles agora são conhecidos como os Atos de João em Roma e são entendidos como uma tradição separada.
O nome Atos de João em Roma é um título moderno para distingui-lo de Atos de João, uma vez que a principal característica do primeiro e que os diferencia é que a maioria dos episódios se passa em Roma..  Apesar do título transmitido pelos manuscritos, os textos não mencionam a escrita de Evangelho de João e, por outro lado, mencionam a visão de  Apocalipse de João .

## Conteúdo das versões modernas dosAtos de João
A maioria dos estudiosos concorda que mesmo as versões mais recentes dos Atos de João incluem episódios que datam de várias datas e origens.  Teologicamente, este trabalho pertence ao docetismo e tem uma orientação gnóstica.  Ele contém milagres e sermões de João na Ásia Menor e conta a história de sua jornada de Jerusalém a Roma e sua prisão na ilha de Patmos.  João finalmente morre em Éfeso.  Essas versões contêm aproximadamente as seguintes seções:
A. Histórias sobre João em Éfeso (Ásia Menor) ( Atos de João  18-55, 58-86).  Eles consistem nas seguintes seções:
- Uma introdução ou transição ( Atos de João  18).  (O início original da história foi perdido.)
- Conversão de Cleópatra e Licomedes ( Atos de João  19-29).
- Cura no teatro de Éfeso ( Atos de João  30–36).
- Conversão no Templo de Artemis ( Atos de João  37-47).
- Parricídio ( Atos de João  48–54).
- Invocações de Esmirna ( Atos de João  55).
- História de percevejos ( Atos de João  58-62).
- Calímaco e Drusiana ( Atos de João  63-86).

B. Um longo texto onde João relata suas experiências anteriores com Jesus antes e durante a crucificação ( Atos de João  87-105).
C. A metástase, um relato da morte de João ( Atos de João  106-115).
Muitos estudiosos consideram que o material que foi convencionalmente rotulado como capítulos 94-102 pode ser de origem posterior aos episódios nas seções A e C, e alguns atribuem toda a seção B a uma origem separada.

## Data e história
Muitos estudiosos pensam que as versões do episódio consideradas pertencentes aos Atos de João já estavam circulando no segundo século.
Os nomes dos autores que participaram do projeto são desconhecidos, embora tradições mais antigas associam os textos a um Leucius Charinus, companheiro de João, embora seu nome não apareça no texto e os estudiosos modernos não acreditem que ali está envolvido em sua composição.
Algumas de suas versões que continham pelo menos partes da Seção B e do episódio Licodemes foram rejeitadas por herética no Segundo Concílio de Nicéia de 787. O conteúdo exato dos Atos de João conhecido pelos participantes do Conselho é desconhecido.
A Esticometria de Nicéforo, uma Esticometria do século 9, fornece o comprimento do texto dos Atos de João como 2.500 linhas.
A cristologia polimórfica, vista na seção B, desenvolveu-se principalmente durante o século II, dando crédito à data de seu desenvolvimento no século II.